# David Friedman
David Director Friedman (ur. 12 lutego 1945) – amerykański ekonomista i działacz libertariański, jedna z kluczowych postaci współczesnego anarchokapitalizmu; z wykształcenia doktor fizyki teoretycznej.

## Życie i twórczość
David Friedman jest synem laureata nagrody Banku Szwecji im. Alfreda Nobla w dziedzinie nauk ekonomicznych Miltona Friedmana (1976) i ekonomistki Rose Friedman, a ojcem Patri Friedmana, dyrektora Seasteading Institute.
W 1965 obronił z wyróżnieniem tytuł licencjata z chemii i fizyki na Uniwersytecie Harvarda. Natomiast swój tytuł magistra z fizyki teoretycznej obronił w 1967 na Uniwersytecie w Chicago. Tam także w 1971 obronił pracę doktorską, z zakresu fizyki teoretycznej. Pracował i habilitował na takich uczelniach jak: Uniwersytet Pensylwanii, Virginia Tech, Uniwersytet Columbia, Uniwersytet Kalifornijski (kampus Los Angeles) czy Uniwersytet w Chicago (szkoła prawa). Obecnie jest profesorem prawa na Uniwersytecie Santa Clara, gdzie zajmuje się przede wszystkim ekonomiczną analizą prawa. Współpracuje z magazynem Liberty. Jest ateistą. Jego syn, Patri Friedman, również publikował teksty o teorii libertarianizmu i anarchizmie rynkowym, szczególnie o seasteadingu.

### The Machinery of Freedom
W swej książce The Machinery of Freedom. Guide to a Radical Capitalism (1973), Friedman szkicuje formę ustroju anarchokapitalistycznego, w którym wszelkie dobra i usługi – w tym i samo prawo –  mogą być świadczone, produkowane przez podmioty działające na wolnym rynku. To podejście jest odmienne od zaproponowanego przez Murraya Rothbarda, gdzie kodeks prawny zostałby najpierw zaakceptowany przez strony zaangażowane w tworzenie społeczeństwa anarcho-kapitalistycznego. Friedman opowiada się za inkrementalnym podejściem do osiągnięcia anarchokapitalizmu poprzez stopniową prywatyzację sektorów w które obecnie zaangażowane jest państwo – w ostateczności także prawodawstwa. W swej książce wyraża swój sprzeciw wobec możliwości ustanowienia ładu anarchokapitalistycznego na drodze brutalnej rewolucji.
Friedman w swym dziele opowiada się za konsekwencjalistyczną wersją anarchokapitalizmu, przekonując do zestawienia ustroju państwowego i bezpaństwowego na płaszczyźnie analizy zysków i strat. Kontrastuje to z podejściem wywodzącym zasadność Anarchokapitalizmu na podstawie tzw. "praw naturalnych", którego najszerzej znanym zwolennikiem był Murray Rothbard.
Książka zawiera odniesienia do ustroju średniowiecznej Islandii, jako do podobnego do proponowanego ładu anarchokapitalistycznego.

## Publikacje

### Literatura faktu[7]
- 1988 Cariadoc's Miscellany
- 1973 The Machinery of Freedom: Guide to a Radical Capitalism Harper and Row (reedycja w 1989 – Open Court)
- 1986 Price Theory: An Intermediate Text Southwestern Publishing
- 1996 Hidden Order: The Economics of Everyday Life; wydanie polskie: Ukryty ład, Fijorr Publishing 2008[8]
- 2000 Law’s Order: What Economics Has to Do with Law and Why It Matters.  Princeton Univ. Press
- 2008 Future Imperfect: Technology and Freedom in an Uncertain World
- 2011 How to Milk an Almond, Stuff an Egg, and Armor a Turnip: A Thousand Years of Recipes with Cook CreateSpace

### Fikcja literacka
- Harald (2006)[9]
- Salamander (2011)[10]